# Babí (Trutnov)
Babí (deutsch Trautenbach) ist ein Ortsteil von Trutnov in der tschechischen Region Královéhradecký kraj. Er liegt circa drei Kilometer nördlich von Trutnov und ist über die Landstraße 300 zu erreichen.

## Geographie
Babí erstreckt sich am Südabfall des Rehorngebirges im Tal des Baches Babský potok. Nördlich erheben sich die Březová hora (Birkenberg, 742 m n.m.) und die Vrchy (Reissenhöhe, 716 m n.m.), im Nordosten die Ježová hora (Stachelberg, 632 m n.m.), südöstlich die Baba (Hanselgipfel, 673 m n.m.), im Süden der Zámecký vrch (Schloßberg, 635 m n.m.), südwestlich die Soví hora (Eulenberg, 599 m n.m.), im Westen der Dědek (Wernerberg, 588 m n.m.) sowie nordwestlich der Sklenářovický vrch (921 m n.m.), der Kámen (Steinhübel, 895 m n.m.) und der Dvorský les (Hofelbusch, 1033 m n.m.).
Nachbarorte sind Rýchory, die Wüstung Vernířovice und Prkenný Důl im Norden, Křenov, Malý Křenov und Bernartice im Nordosten, Zlatá Olešnice im Osten, Libeč im Südosten, Horní Staré Město im Süden, Kalná Voda und Mladé Buky im Südwesten, Antonínovo Údolí und die Wüstung Bystřice im Westen, die Wüstungen Sklenářovice und Rýchorský Dvůr sowie Sněžné Domky im Nordwesten.

## Geschichte
Die erste schriftliche Erwähnung des Dorfes erfolgte im Jahre 1485. 1628 soll Johann Amos Comenius, der als Glaubensflüchtling seine mährische Heimat verlassen musste, bei Babí (Trautenbach) verabschiedet worden sein, wo er die Grenze nach Schlesien überschritten hatte.
Im Jahre 1833 bestand das im Königgrätzer Kreis gelegene Dorf Trautenbach aus 114 Häusern, in denen 656 Personen lebten. Im Ort gab es eine Schule, die Kapelle der hl. Thekla sowie eine Mühle. Pfarrort war Ober-Altstadt. Bis zur Mitte des 19. Jahrhunderts blieb das Dorf der Herrschaft Trautenau untertänig.
Nach der Aufhebung der Patrimonialherrschaften bildete Trautenbach ab 1849 eine Gemeinde im Gerichtsbezirk Trautenau. 1868 wurde das Dorf dem Bezirk Trautenau zugeordnet. 1869 lebten in Trautenbach 758 Personen, 1900 waren 672. 1920 wurde Babí als tschechischer Ortsname eingeführt. 1930 hatte Trautenbach 533 Einwohner, 1939 waren es 497. Zwischen 1937 und 1938 entstanden auf den Fluren des Dorfes starke Befestigungsanlagen des Tschechoslowakischen Walls, als Hauptwerk wurde auf dem gleichnamigen Berg über dem Dorf die Festung Stachelberg angelegt. Nach dem Münchner Abkommen wurde Trautenbach 1938 dem Deutschen Reich zugeschlagen und gehörte bis 1945 zum Landkreis Trautenau. 1945 kam Trautenbach zur Tschechoslowakei zurück. Die deutschen Bewohner wurden 1945 enteignet und vertrieben. 1950 lebten in Babí nur noch 193 Menschen, 1961 hatte die Gemeinde 186 Einwohner. 1981 wurde Babí nach Trutnov eingemeindet. 1991 hatte Babí 90 Einwohner. Im Jahre 2001 bestand der Ortsteil aus 41 Wohnhäusern und hatte 99 Einwohner.

## Ortsgliederung
Der Ortsteil Babí bildet einen Katastralbezirk.

## Sehenswürdigkeiten
- Festung Stachelberg

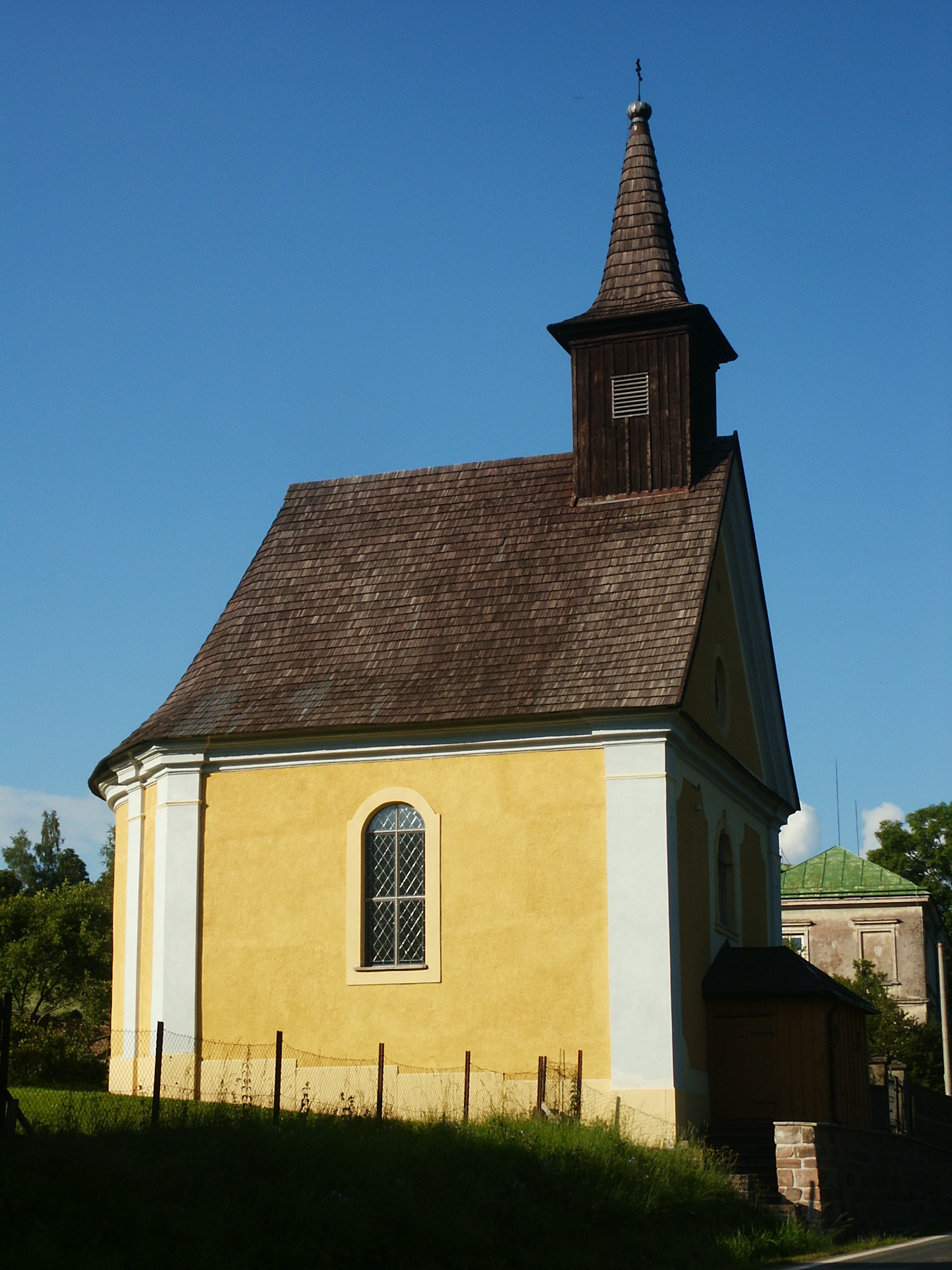
Kapelle St. Thekla

- Kapelle St. Thekla, erbaut in den 1750er Jahren
- Aussichtsturm Eliška auf dem Stachelberg, errichtet 2004